# Villa La Gaeta
La Villa La Gaeta es una histórica residencia del lago de Como en Italia.

## Historia
La construcción del palacete, obra de los arquitectos Gino y Adolfo Coppedè, se terminó en 1921. La villa aparece en unas escenas de la película Casino Royale de 2006.

## Descripción
La villa se sitúa en la comuna de San Siro en las orillas del lago de Como.
El edificio presenta un estilo ecléctico que combina elementos neogóticos y medievales con rasgos modernistas.